# Франсуа-Жозеф Вестерманн
Франсуа-Жозеф Вестерманн (фр. François-Joseph Westermann; 5 вересня 1751 — 5 квітня 1794) — французький бригадний генерал; брав участь в повстанні 10 серпня 1792 року, а потім в війні проти Вандейських заколотників, здобув над ними ряд великих перемог.
Однак деякі історики вважають, що такого рапорту в дійсності ніколи не існувало. Бувши вперше процитованим Кретіно-Жолі, цей документ не був виявлений в архівах і, цілком ймовірно, є плодом його уяви. Крім того, у Вестермана не було ніяких причин писати в Комітет громадського порятунку, тим більше критикувати своїх безпосередніх начальників Клебера і Марсо. У момент його можливого написання повстання ще тривало, а кілька тисяч Вандейських полонених були живі і перебували під охороною частин Вестермана. Вбивство мирних громадян також було б явним порушенням даних Конвентом наказів.
За зв'язок з дантоністами був страчений за вироком Революційного трибуналу.